# Bush (bière)
Pour les articles homonymes, voir Bush.
La Bush est une bière belge. Il existe différents variétés de Bush, mais la Bush la plus connue est une bière ambrée de haute fermentation au goût de malt prononcé. Également appelée Bush 12 ou Bush Ambrée, son nom officiel est maintenant Bush Caractère. Produit phare de la brasserie Dubuisson, son taux d'alcool est de 12 %, ce qui en fait une des bières les plus fortes – on peut d'ailleurs lire sur son étiquette qu'elle est la plus forte de Belgique (« The strongest Belgian beer »). La bière fut créée et est brassée par la Brasserie Dubuisson, située à Pipaix dans la commune de Leuze-en-Hainaut en Belgique.

## Historique de la bière Bush
En 1933, un an après qu'Alfred et Amédée Dubuisson aient repris la brasserie de leurs parents, ils décident de concurrencer les Anglais déjà bien installés sur le marché des bières à forte teneur en alcool, comportant de 6, 7 à 8 % d’alcool.
Ainsi, les frères Dubuisson créèrent la Bush beer, qui titre 12 % en teneur d’alcool. Pour concurrencer les Anglais, il va donner un nom anglais à sa bière, et traduit son nom en anglais. Dubuisson Bière donnera donc Bush Beer en anglais. Cependant pour des raisons de droits, aux États-Unis, la bière Bush se vend sous le nom "Scaldis" (nom latin de l'Escaut).
En 1998, le nom Bush beer change pour devenir Bush ambrée, qui est la couleur caractéristique de cette bière, puis, en 2019, Bush Caractère.
La brasserie est totalement indépendante, Hugues Dubuisson prend seul les décisions et gère de A à Z la production de ses bières, il n'y a aucune sous-traitance au sein de la Brasserie Dubuisson.
La brasserie est indépendante, étant donné qu’elle possède sa propre culture de levure en laboratoire, son champs de houblon et utilise l'eau tirée de son sous-sol. La brasserie a son propre puits, l'eau utilisée est puisée entre 37 et 45 mètres de profondeur, de l'eau très pure, élément essentiel pour faire une bonne bière.
La brasserie a besoin de grandes quantités en matières de base et doit donc  acheter  le houblon et l'orge.

## La gamme de Bush

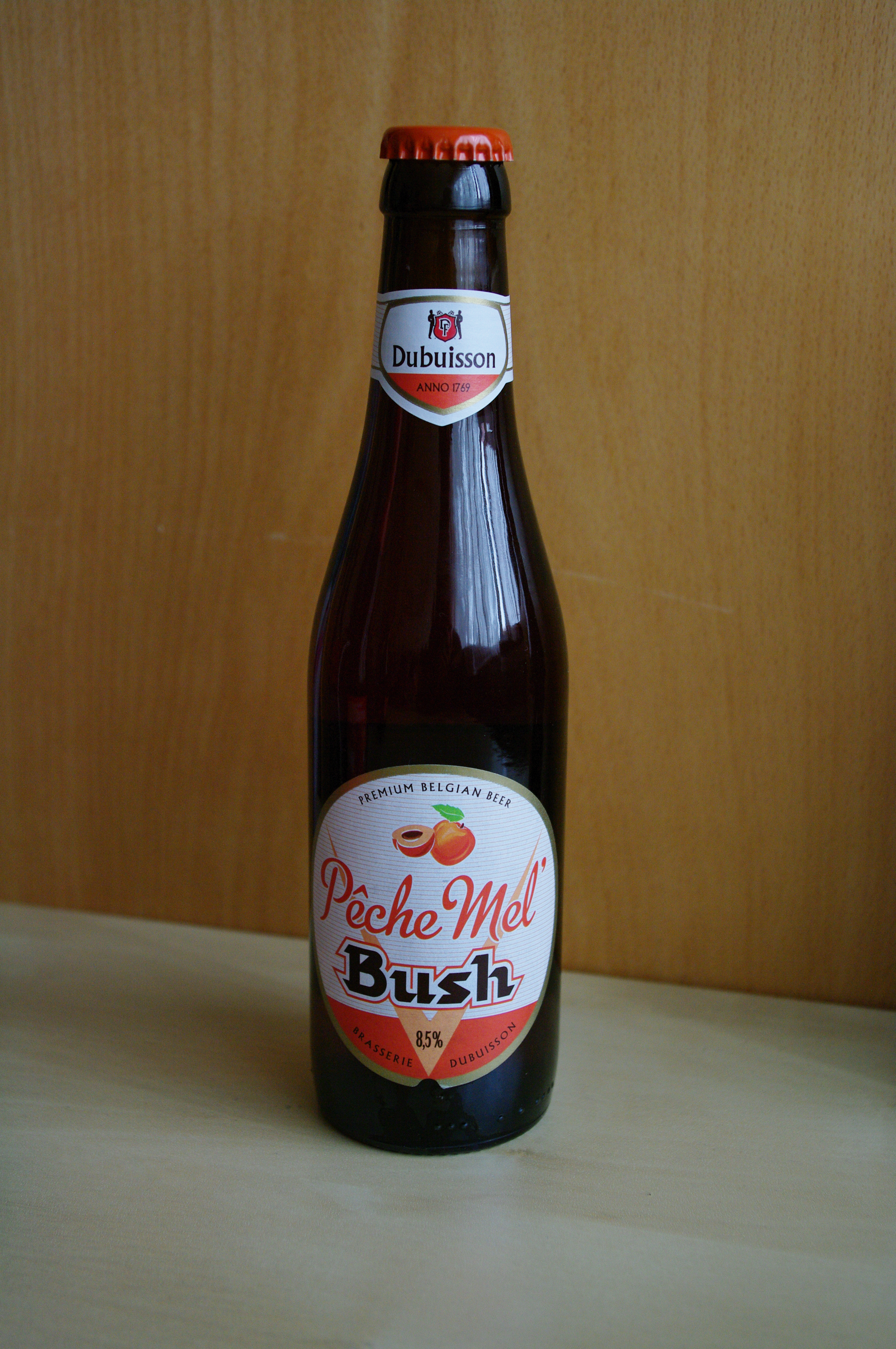
Pêche Mel Bush

- La Bush Caractère : créée en 1933 sous le nom de Bush Beer, elle est une des plus anciennes bières spéciales belges et la plus connue des bières Bush. Elle titre à 12 % de volume d'alcool et est commercialisée en bouteilles de 33 cl. En bouteilles de 75 cl, elle porte le nom Bush Caractère refermentée[1].
- La Bush Triple, anciennement Bush Blonde[1], titrant à 10,5 % de volume d'alcool est commercialisée en bouteilles de 33 cl.
- La Bush de Noël titrant à 12 % de volume d'alcool  est commercialisée en bouteilles de 33 cl. En bouteilles bouchonnées de 75 cl, elle porte le nom de Bush de Noël Premium et titre aussi à 12 % de volume d'alcool.
- La Bush de Nuits titrant à 13 % de volume d'alcool. Il s'agit d'une Bush de Noël mûrie pendant 6 à 9 mois dans des foudres de bois ayant contenu du Bourgogne de Nuits-Saint-Georges.
- La Bush Prestige titrant à 13 % de volume d'alcool. Il s'agit d'une Bush Caractère mûrie en fûts de chêne neuf pendant une période de 6 mois. Elle est commercialisée en bouteilles bouchonnées de 75cl.
- La Bush de Charmes: (10,5%) basée sur une Bush Triple, cette bière a subi une fermentation en foudres du célèbre vin blanc de Bourgogne : le Charmes-Meursault.
- La Pêche Mel Bush titrant à 8,5 % de volume d'alcool est à l'origine composée pour moitié d'une Timmermans Pêche Lambic (4 % d’alcool) et pour moitié d'une Bush Ambrée. Son origine remonte au début des années 1990 lors de fêtes estudiantines (principalement à Louvain-la-Neuve) où un cocktail Bush ambrée + gueuze à la pêche était préparé et servi. Plus tard (en 2007), la brasserie Dubuisson fournit des verres originaux de 50 cl permettant de réaliser et de déguster facilement ce mélange. Et c'est en 2009 qu'est produite officiellement la Pêche Mel Bush en bouteilles de 33 cl[2]. Elle est la plus forte des bières belges fruitées et est désormais produite selon une recette originale à base d'extraits naturels de pêche.
- La Fram’Bush : (8,5%), c’est une base de bush caractère et d’arômes naturels de framboise, une bière fruitée forte.

La Cuvée des Trolls titrant à 7 % de volume d'alcool est actuellement la seule bière de la brasserie Dubuisson à ne pas s'appeler Bush. Cependant, bien que la Cuvée des Trolls soit un produit de la Brasserie Dubuisson, elle a été crée et produites longtemps dans les  Brasse Temps (Mons, Louvain-la-Neuve et Charleroi), avant d’être produite en grande quantité à la Brasserie Dubuisson à Pipaix . Elle est commercialisée en bouteilles de 33 cl, 75cl et 1,5l. La gamme Trolls s’est élargit en 2018 avec l’arrivée de la Rasta Trolls, une bière rafraîchissante aux arômes de pomme verte et de rhum brun.
En 1996, la brasserie exportait ses produits en France, Suisse, Espagne, Pays-Bas, Italie, Royaume-Uni, Canada, Japon et aux États-Unis. Aujourd'hui, la brasserie exporte aussi à Taïwan, en Hongrie, au Brésil et en Afrique du Sud.

## Distinctions obtenues

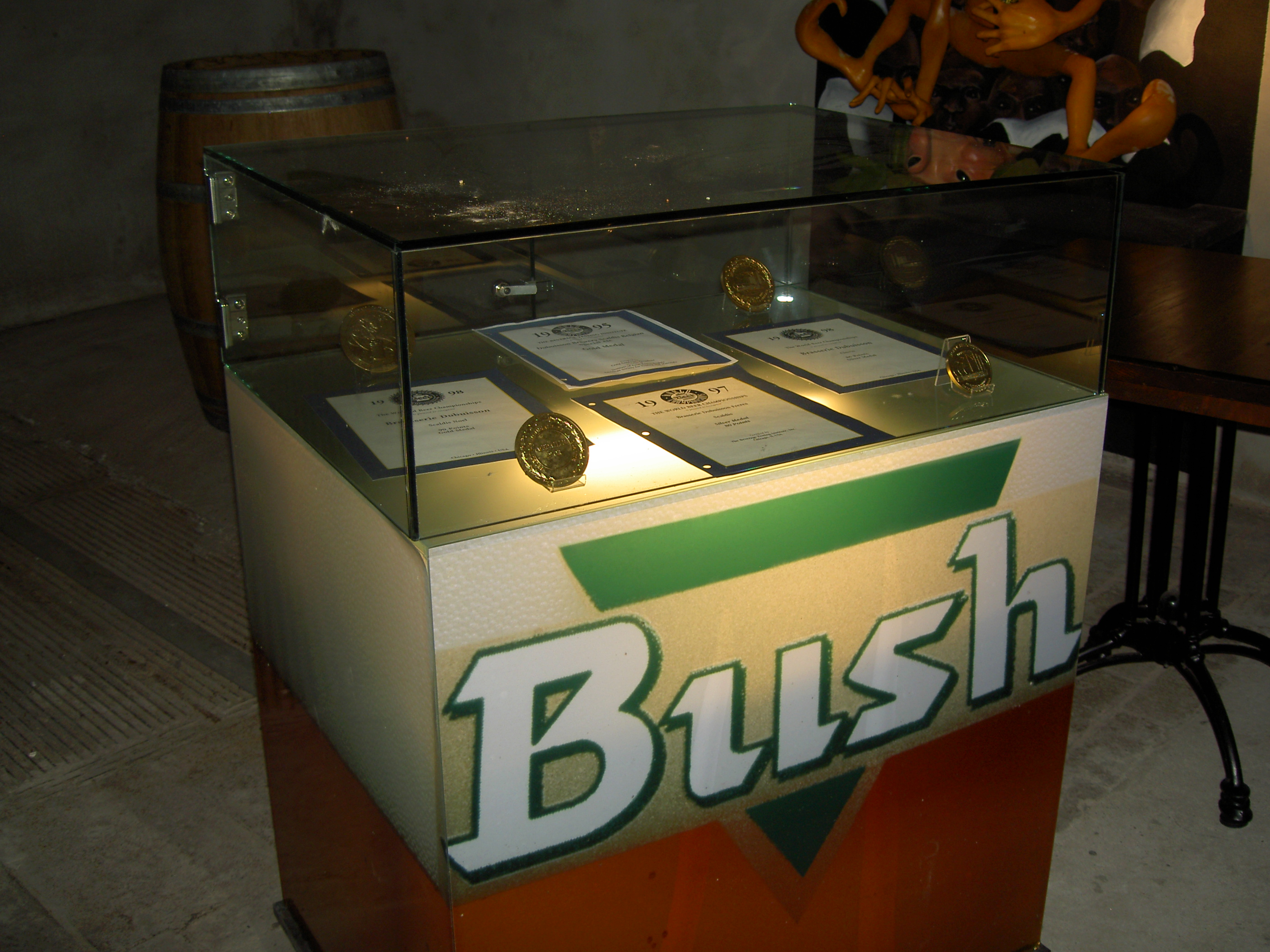
Distinctions exposées à la brasserie Dubuisson

De nombreuses distinctions ont récompensé la qualité du produit "phare" de la maison Dubuisson.
- Médailles obtenues en 1935 et 1937 à Bruxelles ainsi qu'en 1937 à Paris (plus haute récompense)
- Médaille d'Or aux Olympiades Européennes de la Bière à Bruxelles en 1962 et à Lisbonne en 1985
- Grande Médaille d'Or Monde Sélection à Amsterdam en 1992
- Le Coq de Cristal en 1997 à Libramont
- En 1998, la médaille d'or et la première place au World Championship of Chicago (U.S.A).
- Élue meilleure bière de sa catégorie à la foire Eurobière 1999
- Label de qualité de bières familiales belges
- Médaille d'or et la première place au World Championship of Chicago (U.S.A)
- Médaille d’argent au European Beer Star Award 2009
- Médaille d’or aux World Beer Championships de Chicago en 2012